# Храм Преображения Господня в Преображенском
Храм Преображения Господня в Преображенском — православный храм в районе Преображенское города Москвы, на Преображенской площади. Относится к Московской епархии Русской православной церкви. Главный храм Сухопутных войск Российской Федерации с 1 октября 2015 года.
Храм был разрушен советскими властями в 1964 году и восстановлен в 2014 году. Бытует мнение, что храм Преображения являлся последним храмом, взорванным в СССР, однако это не так: в апреле 1972 года в Москве был взорван храм Казанской Божьей Матери у Калужских ворот.

## История

### История района
Село Преображенское впервые упоминается в XVII веке, когда царь Алексей Михайлович распорядился построить здесь летний дворец. Широкую известность Преображенское получило во времена Петра I. Здесь базировались потешные войска, сформированные для забав царевича.
В 1687 году из потешных войск были сформированы Преображенский и Семёновский полки. Из значимых событий того периода можно отметить основание здесь в 1686 году Преображенского приказа.
В 1747 году сержант Преображенского полка приобрёл по соседству, в Семёновском, здание старой деревянной церкви. Сруб перевезли в Преображенское и установили на полковом дворе Преображенского полка, на месте полотняной временной церкви. 19 июля 1747 года церковь была освящена в честь небесных покровителей Петра I — апостолов Петра и Павла. Престол во имя Спаса Преображения, ставший впоследствии главным был освящён в 1800 году.
В 1815 году к Преображенской церкви был переведён из соседнего подмосковного села Гольяново священник Иван Тимофеевич Зерченинов (1789—1834), которого затем сменил зять, Иван Поликарпович Орлинский (1803—1865), старший брат иеромонаха Евсевия, инспектора Вифанской духовной семинарии, впоследствии — архиепископа Могилёвского и Мстиславского. В 1865 году скончавшегося И. П. Орлинского, в свою очередь, сменил его зять Иван Николаевич Страхов, выпускник Московской семинарии (1852).

### Строительство храма

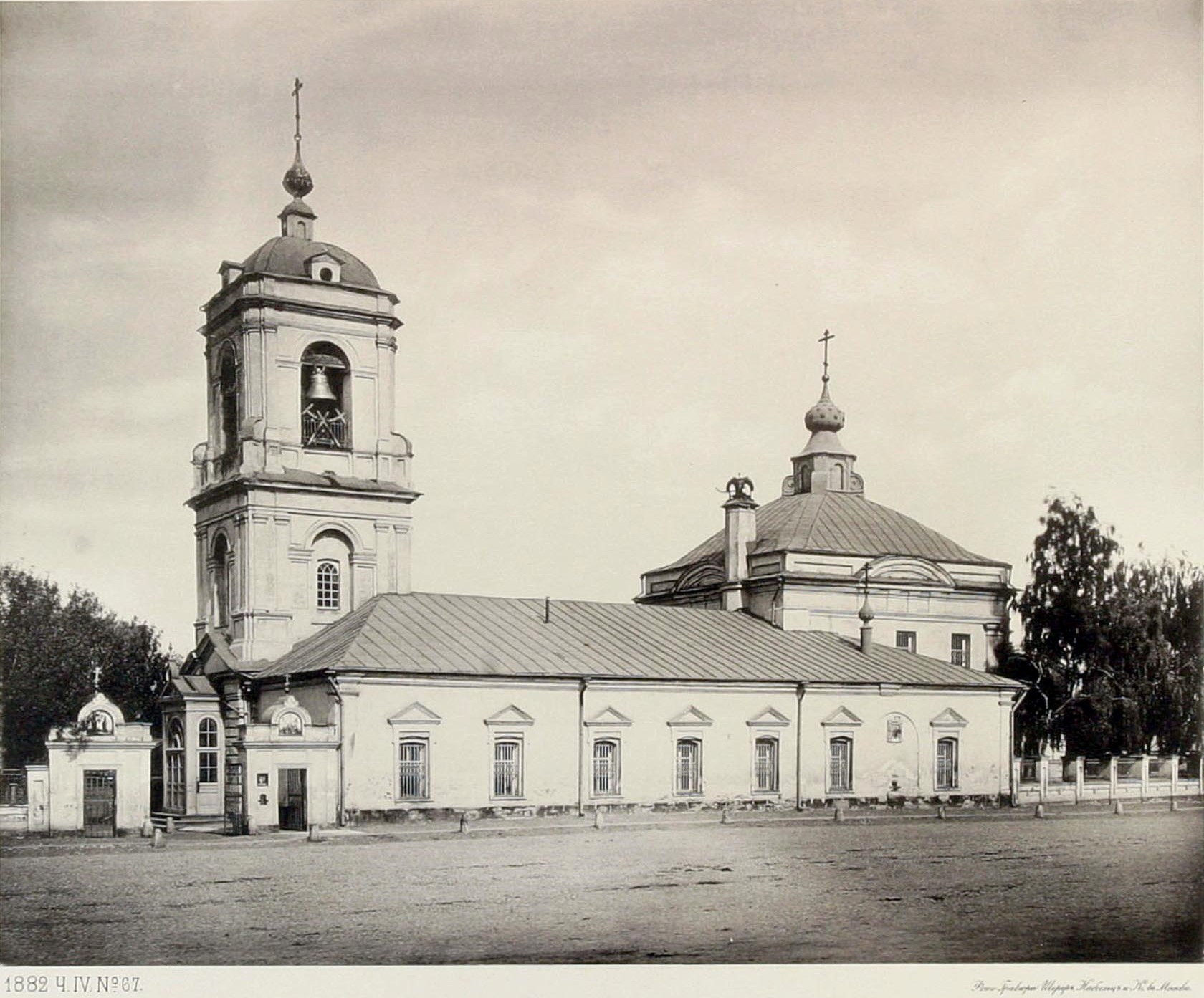
Фотография из альбом Найдёнова Н. А. (1882)

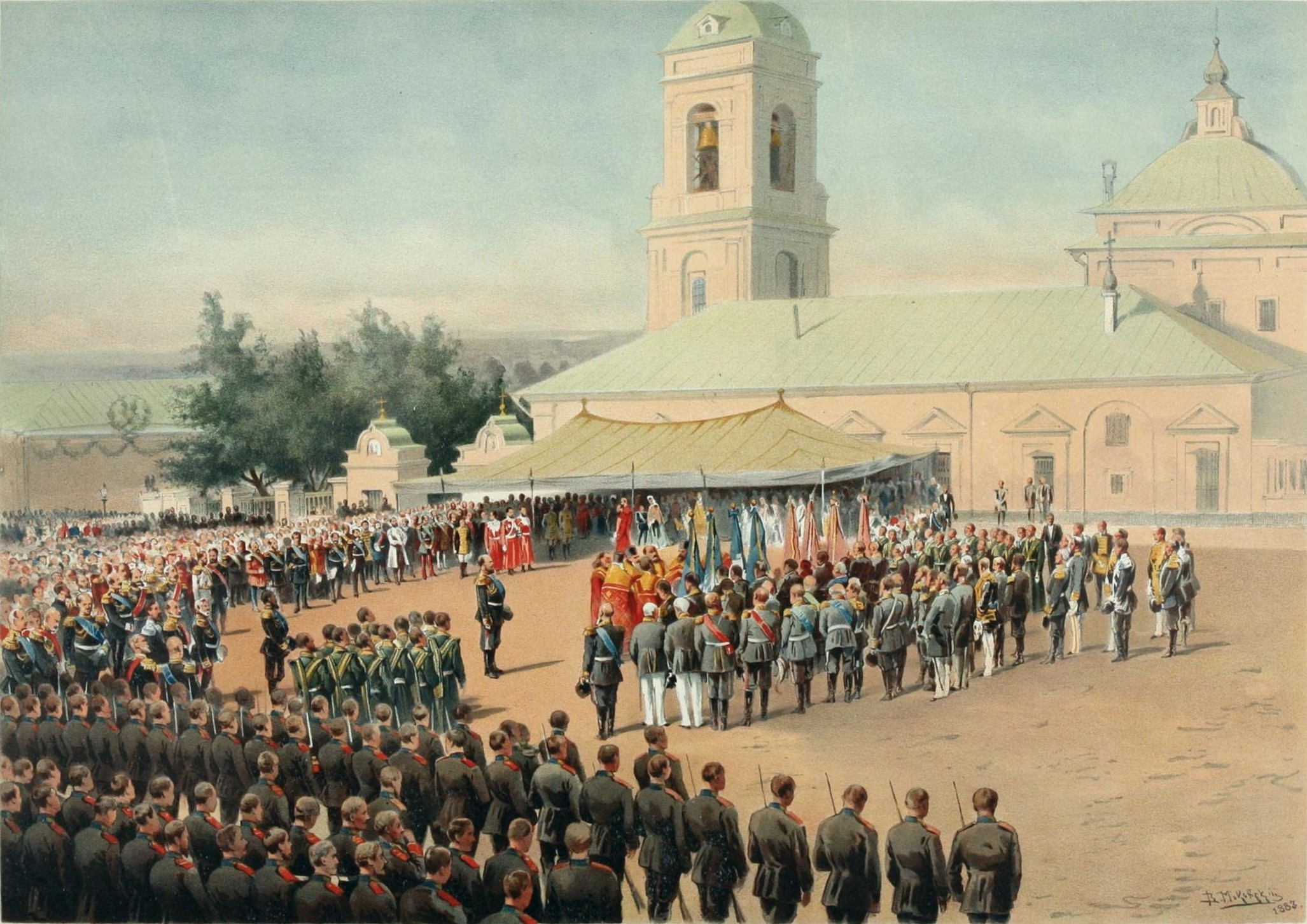
Празднование 200-летнего юбилея Преображенского полка. Освящение знамён Петровской бригады у храма в присутствии Александра III. 1883 г.

В 1763 году прихожане решили построить новый каменный храм, начали сбор пожертвований. Строительство нового храма было начато через два года, рядом со старой деревянной церковью. К 1768 году строительство было завершено, и храм заработал. В 1781 году к нему пристроили придел Петра и Павла и колокольню.
Во время московского пожара 1812 года церковь не пострадала, службы в ней не прекращались всё время пребывания в Москве французской армии.
Начиная с 1830 года, при активном участии купца Котова, избранного церковным старостой, храм начал благоустраиваться и богатеть. В 1856 году Преображенский лейб-гвардии полк пожертвовал церкви икону Преображения Господня.
23 мая 1883 года, перед празднованием 200-летия Преображенского полка, церковь посетил Александр III. После посещения императора в Спасо-Преображенском храме был сооружён второй придел во имя Александра Невского.

### Советский период

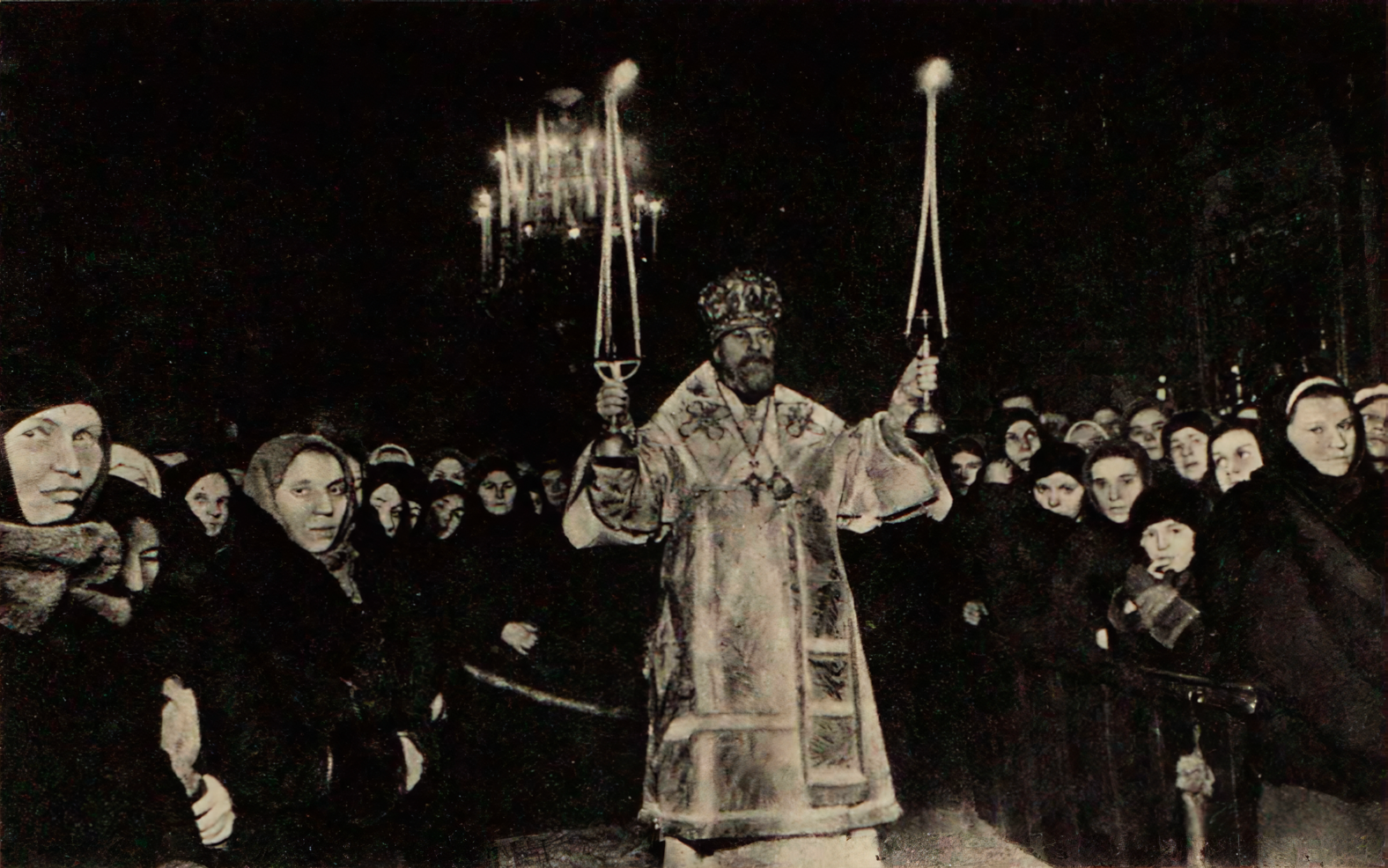
Митрополит Киевский Николай (Ярушевич) за богослужением в Преображенской церкви 17 марта 1942 года

После революции храм оставался действующим. Прихожанам храма удалось сохранить все церковные ценности, включая колокола. Во времена массового закрытия церквей сюда приносили на сохранение иконы из других храмов. Во время Великой Отечественной войны прихожане собирали пожертвования для фронта. С 1944 года в храме находилась кафедра митрополита Крутицкого Николая (Ярушевича).
К началу 1960-х годов у храма Спаса Преображения был один из самых крупных приходов в Москве. В 1961—1964 годах в храме служил иерей Димитрий Дудко.
Под предлогом строительства метро в 1963 году Мосгорисполком принял решение о сносе храма. В защиту своего храма прихожанам удалось собрать больше 2500 подписей. В 4 часа утра 18 июля 1964 года храм был взорван. В итоге станцию метро «Преображенская площадь» построили в другом месте, а на месте храма был разбит сквер.

## Воссоздание храма
В 1990-х годах воссозданная община под руководством Игоря Русакомского установила в сквере на месте, где стоял храм, деревянный крест и в 1996 году начала добиваться восстановления храма. В 1999 году приход храма Преображения Господня на Преображенской площади был официально зарегистрирован, однако разрешение на строительство храма было получено не сразу: так, префект Восточного административного округа Н. Н. Евтихиев объяснял свой отказ в выдаче разрешения тем, что «предлагаемый к строительству участок является сквером с ценными зелёными насаждениями, не подлежащими пересадке».
17 июля 2009 года правительство Москвы приняло предложение Комитета по культурному наследию города Москвы и прихода храма Преображения Господня на Преображенской площади о воссоздании храма в 2009—2013 годах на его прежнем месте.
Концепция воссоздания основывается на положении 47-й статьи закона «Об объектах культурного наследия (памятниках истории и культуры) народов Российской Федерации», согласно которой воссоздание утраченного объекта культурного наследия осуществляется при особой значимости объекта и при наличии достаточных научных данных, необходимых для его воссоздания. Решение о воссоздании утраченного объекта за счёт средств федерального бюджета было принято правительством по представлению федерального органа охраны объектов культурного наследия, основанному на заключении историко-культурной экспертизы, с учётом общественного мнения и мнения религиозных организаций. Необходимые документы были собраны Центром традиционной русской культуры «Преображенское», поддержка церкви была выражена, в том числе, благословением патриархов Алексия II и Кирилла.
В основу проекта восстановления были положены чертежи 1883 года, а также архивные фотографии. Во время подготовки к воссозданию храма проводились археологические раскопки, в ходе которых были обнаружены напрестольный крест, язык колокола, некоторые элементы церковной утвари, а также фрагменты амуниции солдат-«преображенцев».
Архитектурно-пространственное решение храма предполагало полное воссоздание трёхпрестольного храма с трапезной и колокольней в формах XVIII — конца XIX веков. Однако, взрыв при сносе оставил сильные повреждения как в фундаментах трапезной, так и в четверике храма, а окружающая застройка значительно прибавила в высотности, поэтому было принято решение не использовать сохранившийся подлинный фундамент в качестве несущей конструкции. Для того, чтобы храм смог доминировать в ансамбле Преображенской площади, его нулевая отметка была поднята на уровень стилобатного этажа (на 4,2 м выше отметки земли). Стилобатный этаж вместил в себя однопрестольный храм с крестильней и соединился с верхним храмом внешней и внутренней лестницами и подъёмником. В основание храма легла разгрузочная монолитная плита, позволившая сохранить подлинные подвалы и равномерно перераспределить вес здания, учитывая близость линии метрополитена. В пространстве фундамента, в алтарной части, планируется создать престол Николая Чудотворца в память последнего настоятеля храма митрополита Николая (Ярушевича).
Так как храм тесно связан с историей гвардейского Преображенского полка, у его стен сооружён памятник солдатам и офицерам-«преображенцам», погибшим в войнах за Отечество. Восстановленный храм 8 мая 2015 года освятил патриарх Кирилл.

## Духовенство
- Настоятель храма протоиерей Борис Потапов — посвящён в сан 4 апреля 1999 года;
- иерей Кирилл Киселёв — посвящён в сан 19 декабря 2010 года;
- иеромонах Сергий Лебедев;
- диакон Георгий Разумовский — посвящён в сан 16 августа 2015 года[12].

## Святыни
- Икона святителя Николая Мирликийского
- Икона Божией Матери «Всецарица»
- Икона Святителя Спиридона Тримифунтского
- Икона Преподобного Серафима Саровского
- Икона храма — «Преображение господня». Главная икона храма, подаренная храму Александром II в память пребывания лейб-гвардии в селе Преображенском в день полкового праздника 6 (19) августа 1856 года.
- Икона Божией Матери «Знамение»
- Икона с Распятием Господа Иисуса Христа
- Икона Божией Матери «Всех скорбящих Радость»